# Josefskirche (Krakau-Altstadt)
Die Josefskirche (polnisch Kościół św. Józefa) in Krakau ist eine katholische Kirche an der ul. Poselska 21, im Osten der Krakauer Altstadt.

## Geschichte

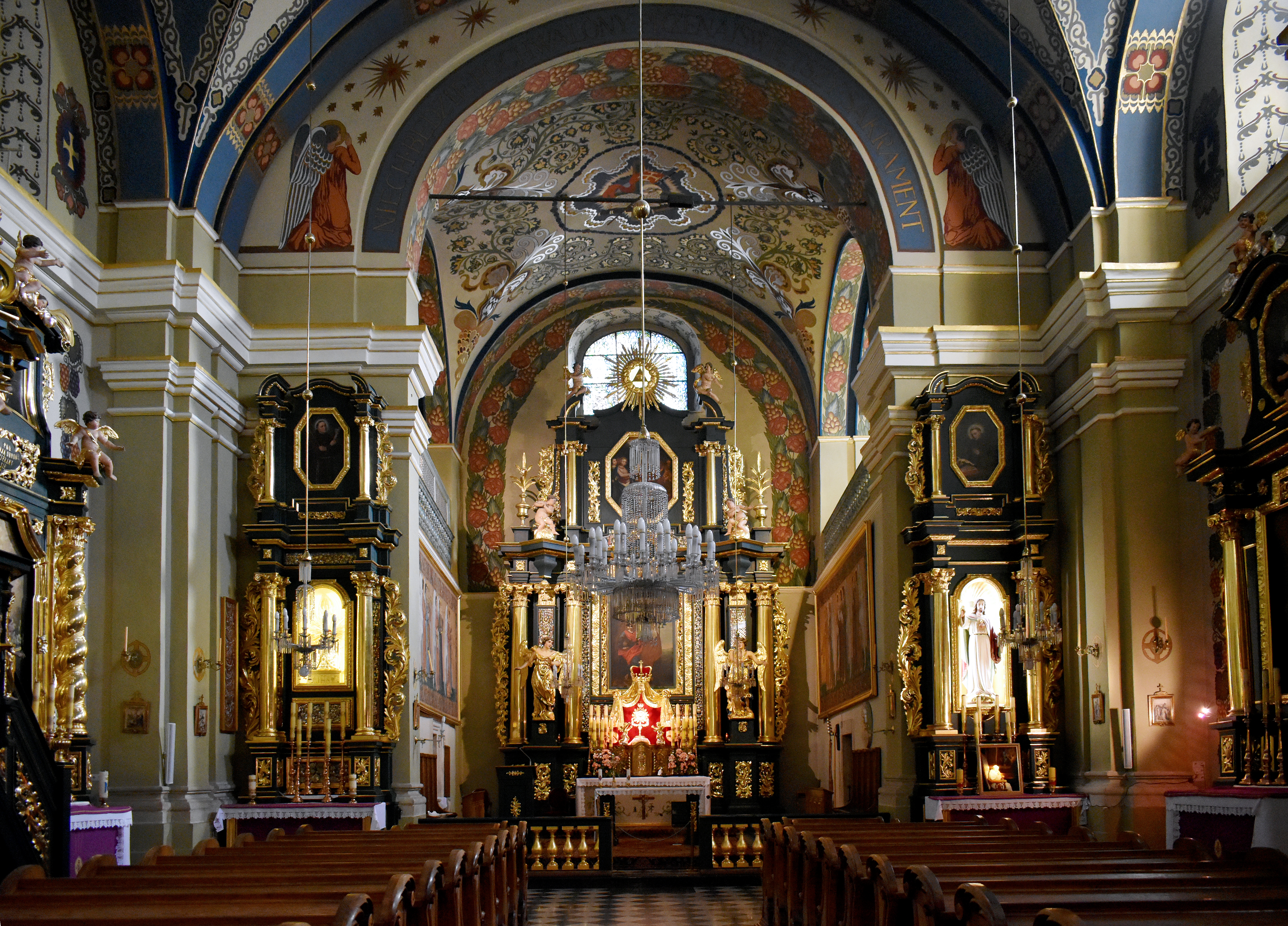
Innenraum

An der Stelle der Kirche stand ursprünglich das Palais der Tęczyński, das den sich seit 1646 in Krakau befindenden Bernhardinerinnen von Stanisław z Bnina Opaliński vermacht wurde. Michał Warszycki stiftete die Kirche gegen Ende des 17. Jahrhunderts und der Bau wurde zwischen 1694 und 1703 getätigt. Beim Brand von 1850 wurde die Kirche beschädigt, konnte jedoch zügig wieder aufgebaut werden. Das Klostergebäude geht auf Kacper Bażanka und Francesco Placidi zurück.

## Geographische Lage
Die Kirche befindet sich im östlichen Teil der Krakauer Altstadt an der ul. Poselska.